# Shōma Endō
Shōma Endō (遠藤昇馬?, Endō Shōma; ...) è un ex giocatore di football americano giapponese che ha giocato come wide receiver.